# Richard Wordsworth
Richard Curwen Wordsworth (19 de enero de 1915 - 21 de noviembre de 1993) fue un actor de carácter inglés. Era tataranieto del poeta William Wordsworth.
De joven, siguió los pasos de su padre, clérigo, y estudió teología en la Universidad de Cambridge, pero pronto descubrió que prefería la actuación y, tras actuar en los Cambridge Footlights, decidió estudiar arte dramático en la Embassy School of Acting de Londres.
Pronto desarrolló un talento para la interpretación de personajes que lo sostuvo a él y a su familia a lo largo de una carrera larga y diversa. En teatro clásico, trabajó con John Gielgud, Donald Wolfit, Anthony Quayle y Richard Burton. Tras exitosas temporadas shakespearianas en el Old Vic y Stratford-upon-Avon, protagonizó el musical Lock Up Your Daughters, que inauguró el Mermaid Theatre de Londres. También destacó como el Capitán Garfio en varias producciones navideñas de Peter Pan. Posteriormente, realizó una gira por Australia interpretando a Fagin en el musical Oliver!, que también produjo.
Su carrera cinematográfica incluyó una destacada interpretación como el monstruoso astronauta en The Quatermass Xperiment, que impulsó la trayectoria de Hammer Film Productions como la productora de películas de terror más importante del Reino Unido. Posteriormente, interpretó una escena como un siniestro taxidermista junto a James Stewart en la segunda versión de Alfred Hitchcock de El hombre que sabía demasiado. También protagonizó series de televisión británicas como Huntingtower y The Tripods.
En las últimas décadas de su vida, creó La dicha de la soledad, un homenaje unipersonal a su famoso antepasado, con el que recorrió Gran Bretaña y Estados Unidos.

## Filmografía
| Año  | Título                               | Papel                   | Notas         |
| ---- | ------------------------------------ | ----------------------- | ------------- |
| 1955 | El experimento del doctor Quatermass | Victor Carroon          |               |
| 1956 | El hombre que sabía demasiado        | Ambrose Chappell Jr     | No acreditado |
| 1957 | Time Without Pity                    | Maxwell – el diputado   |               |
| 1958 | The Camp on Blood Island             | Dr. Robert Keiller      |               |
| 1958 | La venganza de Frankenstein          | Paciente levantado      |               |
| 1961 | La maldición del hombre lobo         | El mendigo              |               |
| 1969 | Lock Up Your Daughters               | Coupler                 |               |
| 1970 | Canción del sol de medianoche        | Hans Christian Andersen |               |